# 'Ndrina Piserà
I Piserà sono una 'ndrina di Tropea vicina ai Mancuso.
Negli anni '90 del secolo scorso erano in faida con i La Rosa, anch'essi di Tropea.

## Storia

### Anni '80 - L'omicidio di Pasquale Piserà
Il 19 settembre 1982 viene ucciso Pasquale Piserà, consigliere comunale di Tropea. Il 15 Novembre verrà ucciso il fratello, Diego.
Il 29 giugno 1984 si conclude un'operazione che arresta 40 persone riconducibili alle seguenti 'ndrine: Mancuso, Pesce, Fiammingo, Fazzari e Piserà.

### Anni 2020
Sono presenti in Lombardia .

## Esponenti di spicco
- Pasquale Piserà (? - 1982). Lavorava come camionista. Viene condannato per reati contro il patrimonio. Presidente della squadra di calcio del Tropea e consigliere comunale del comune, viene ucciso il 19 settembre 1982 nella sua auto nel piazzale della stazione ferroviaria[3].
- Francesco Piserà[2]. Viene condannato nel 2007 nel processo Dinasty, scaturito dall'omonima operazione conclusasi nel 2003, a 12 anni di carcere[5].